# Dae (Kurzfilm)
Dae (deutsch: Mutter) ist ein jugoslawischer Dokumentarfilm aus dem Jahr 1979. Vardar Film aus Skopje war die Produktionsfirma.

## Handlung
Der Film wurde in einer Roma-Gemeinschaft aufgenommen, die ihre Zelte an einem Gewässer aufgebaut hat.
An einem regnerischen Tag liegt eine Frau in einem Zelt in den Wehen. Man sieht sie nicht, aber kann ihre Schmerzensschreie hören. Die anderen Personen im Lager warten und stellen sich schließlich mit nacktem Oberkörper in den Regen und heben die Hände zum Himmel. Als das Neugeborene zu schreien anfängt, bricht ein Kind in Gelächter aus.
Nun werden verschiedene Kleinkinder gezeigt, die teils vor dem Kameramann zu flüchten versuchen. Diese Szenen sind mit Trommelmusik unterlegt.
Die Gemeinschaft hat sowohl Hühner als auch Pferde, die gemeinsam mit den Gesprächen die Geräuschkulisse im Alltag bilden. Mit einem neuen Musikstück werden Szenen aus dem Gemeinschaftsleben gezeigt, Kinder, die spielen, Frauen, die Essen zubereiten, Menschen an der Feuerstelle, Kinder, die gestillt werden, ein Paar, das unter freien Himmel Sex hat.
In einem Übergang sind das Knistern des Feuers und die Stimmen zu hören. Erst essen die Menschen, dann die Hühner Reste. Das Wasser wird aus Kanistern getrunken. Dann setzt das Musikstück wieder ein. Ein junges Mädchen tanzt barfuß, Männer reiten auf Pferden zu Land und im Wasser.
Ein neues Musikstück setzt ein. Ein Mann spielt Ziehharmonika und viele singen und tanzen. Sie stellen sich um ein Zelt und klatschen im Takt und singen. Ein Mann tanzt und macht seinen Oberkörper frei, während die anderen ihn mit Rufen ermutigen. Danach setzt er unter dem Jubel der Zuschauenden das Zelt in Brand.
Die nächste Szene zeigt viele Erwachsene in einem Halbkreis bei einem stillen Gebet. Die Kinder und Jugendlichen sitzen oder stehen etwas außerhalb des Halbkreises. Nun wird wieder gesungen. Während der Gesang in der Tonspur fortsetzt, wird gezeigt wie die zuvor Betenden sich nun bekleidet ins Wasser begeben. Dort wird die Stimmung wieder ausgelassener und viele entkleiden sich teilweise. Ein anderes Musikstück setzt ein. Alle verlassen nach und nach das Wasser, nur ein Mann mit ergrautem Bart bleibt zurück und streckt seine Hände zum Himmel.
Nach einem Schnitt sieht man wieder das junge Mädchen zu Trommelmusik tanzen und ein kleines Kind, das an einer Feuerstelle gestillt wird.

## Hintergrund
Laut der Website European Film Gateway zeigt der Film, wie sich die Gemeinschaft mit unter anderem einem rituellen Bad auf den Georgstag vorbereitet.

## Auszeichnungen
1980 wurde der Film in der Kategorie Bester Dokumentar-Kurzfilm für den Oscar nominiert.